# Dillon (Kolorado)
Dillon – miasto w Stanach Zjednoczonych, w stanie Kolorado, w hrabstwie Summit.